# Kia Niro EV
A Kia Niro EV egy akkumulátoros elektromos, kompakt SUV autótípus, melyet a Kia Motors gyárt 2018-tól. A Kia Niro elektromos változata.

## Műszaki adatok[3]

### Közlekedés
Az autóban öt ülés található, amelyek közül kettő Isofix-gyerekülésekhez is alkalmas. Alapból 475 literes a csomagtér, amely akár 1392 literesre is bővíthető a hátsó ülések lehajtásával. A motorháztető alatti tároló (frunk) űrtartalma 20 liter. Az autó tetősínekkel rendelkezik, amelyek maximális terhelhetősége 100 kg. Az autó vonóhoroggal is fel van szerelve, amely maximum 300 kg-os fékezetlen utánfutót, vagy maximum 750 kg fékezhető utánfutót képes vontatni. Az utánfutó orrsúlyának mértéke maximum 100 kg lehet.

### Akkumulátor
Az autó egy bruttó 68 kWh, nettó 64,8 kWh kapacitású akkumulátorból nyeri az energiát. A WLTP szerinti hatótávja 463 km. Az akkumulátor aktív hűtésű, és a CATL gyártja. Az akkumulátorcsomag névleges feszültsége 358 V.

### Töltés
CCS csatlakozású gyorstöltő használatakor akár 80 kW-os töltési sebesség is elérhető, mellyel a Kia Niro EV akár 41 perc alatt feltölthető 10%-ról 80%-ra, ami 380 km/órás gyorstöltési sebességnek felel meg.

### Teljesítmény
A Kia Niro EV elektromos hajtáslánca 150 kW teljesítményre képes, nyomatéka 255 Nm. Az autó 7,8 másodperc alatt tud 0-ról 100 km/órás sebességre felgyorsulni. Az elérhető maximális sebesség körülbelül 167 km/óra.

## Képtár

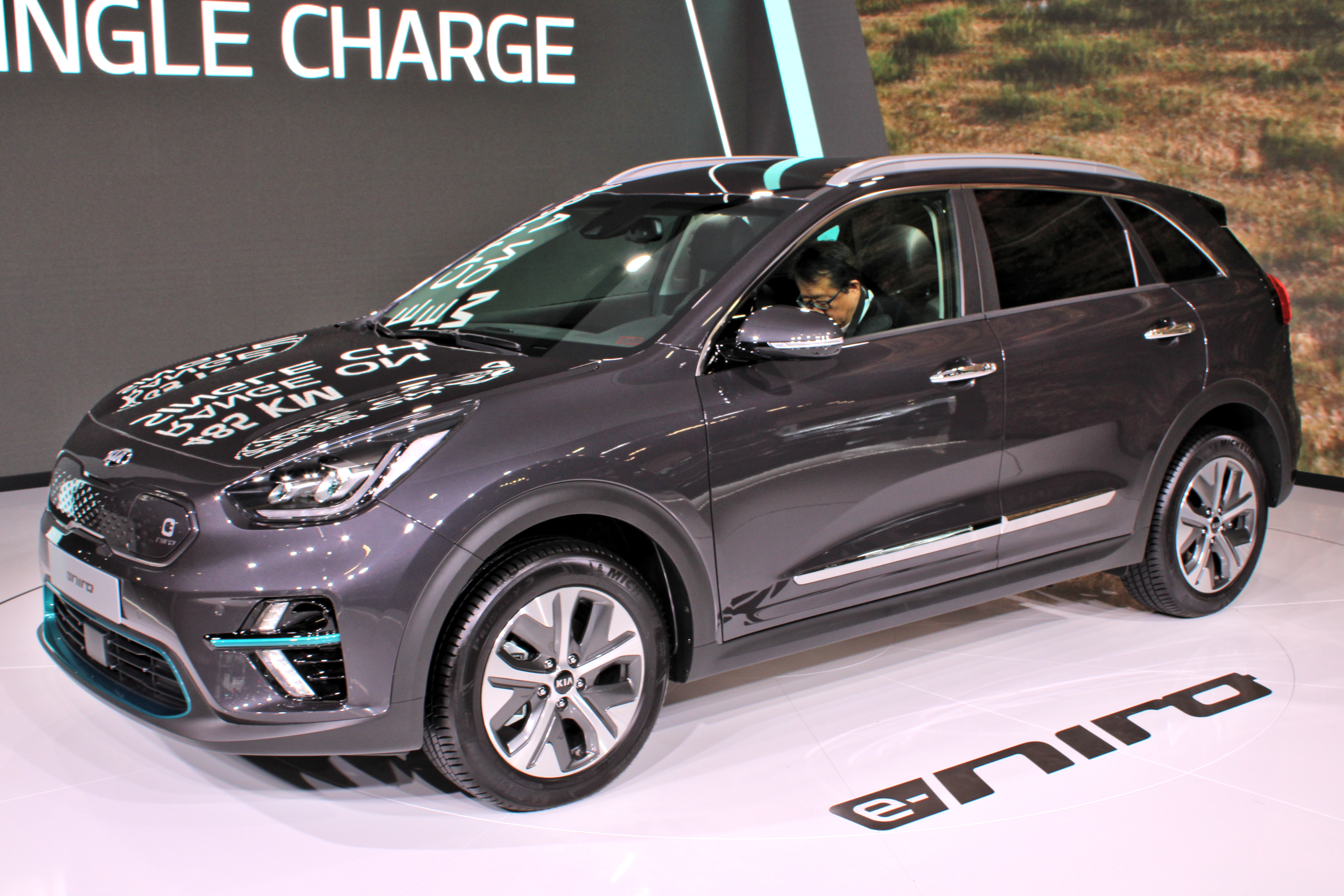
Kia Niro EV (2018) a Párizsi Autószalonon
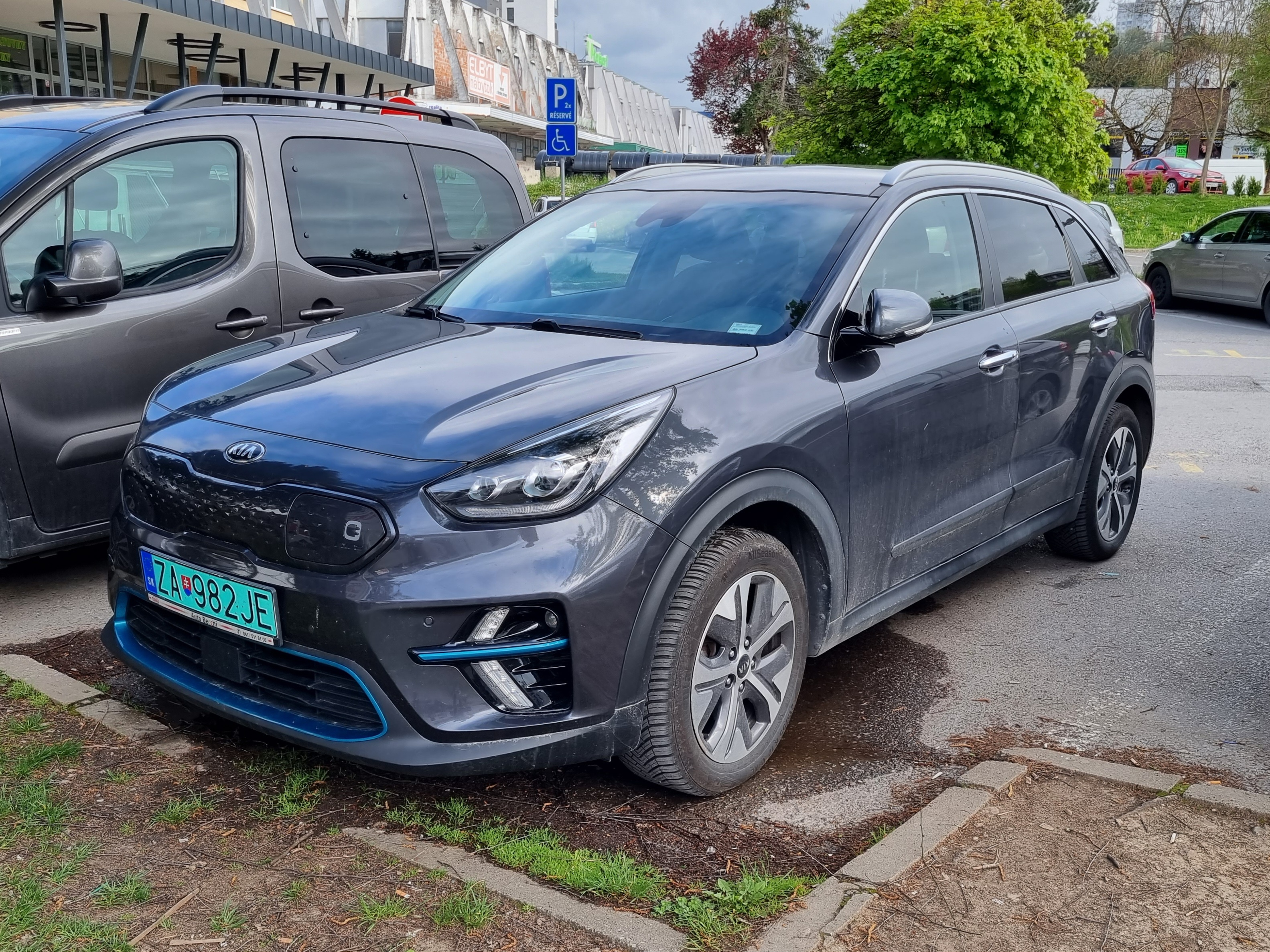
Egy 2018-as Kia Niro EV elölnézetből
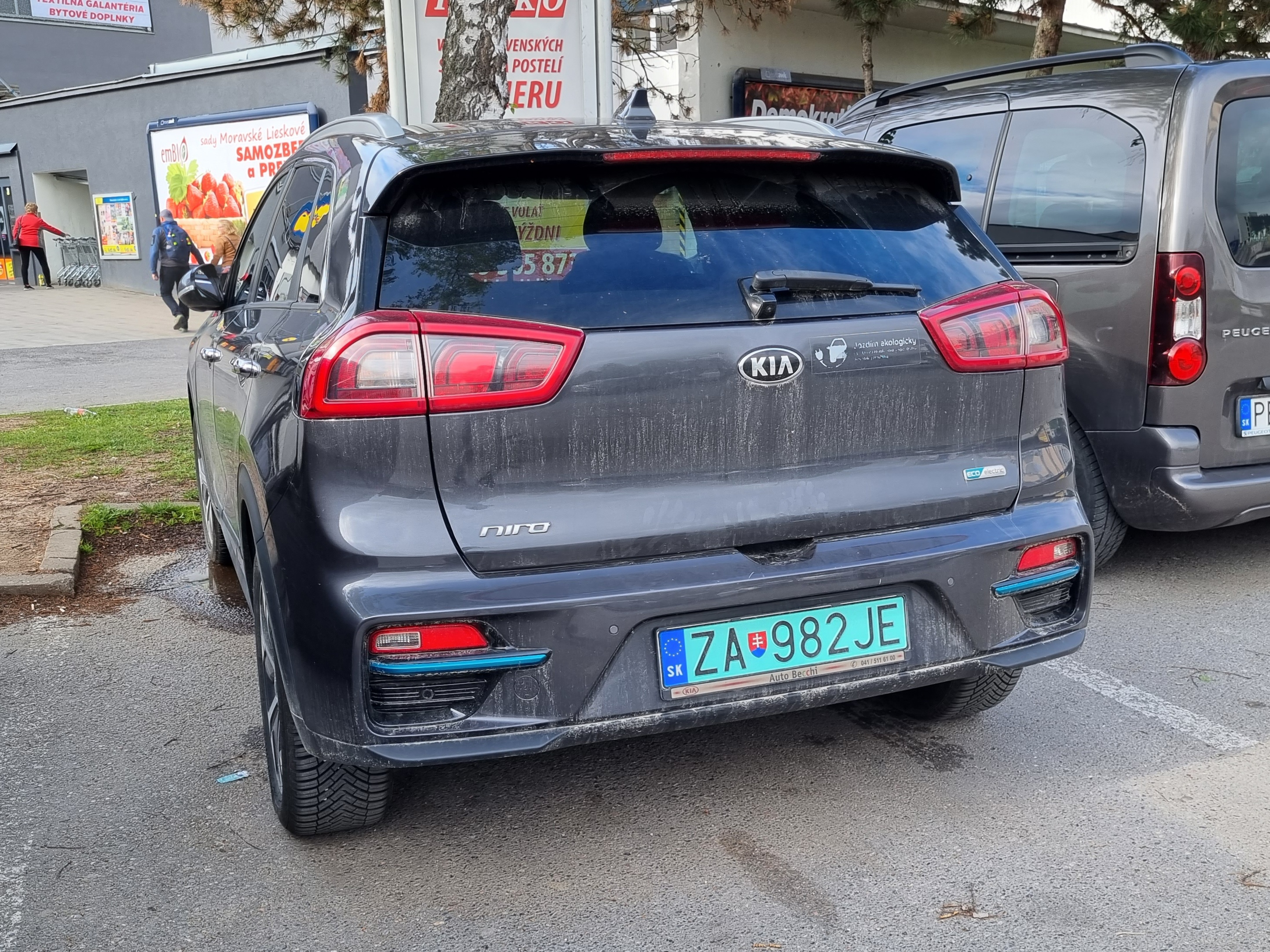
Egy 2018-as Kia Niro EV hátulnézetből
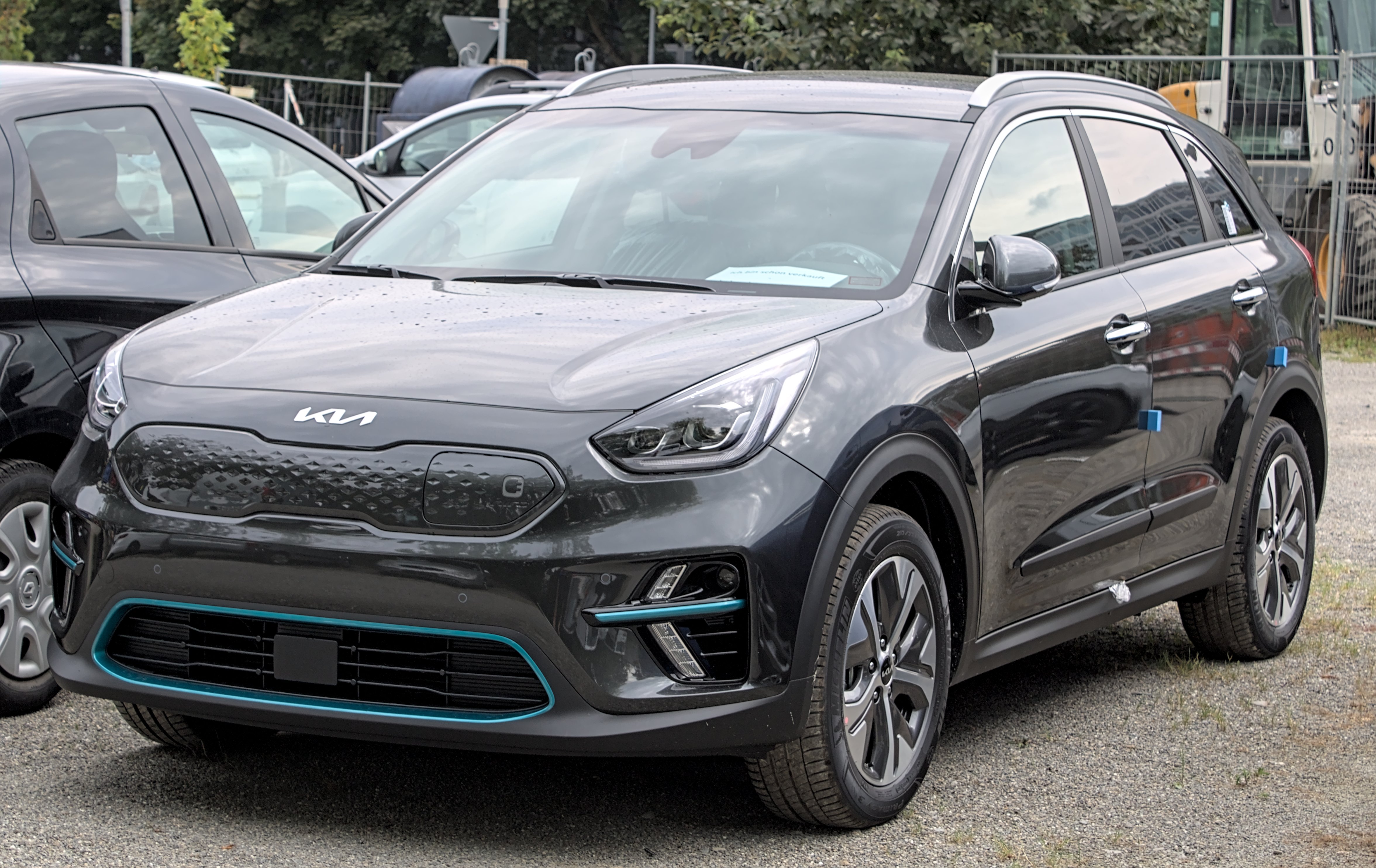
Egy 2021-es Niro EV elölnézetből
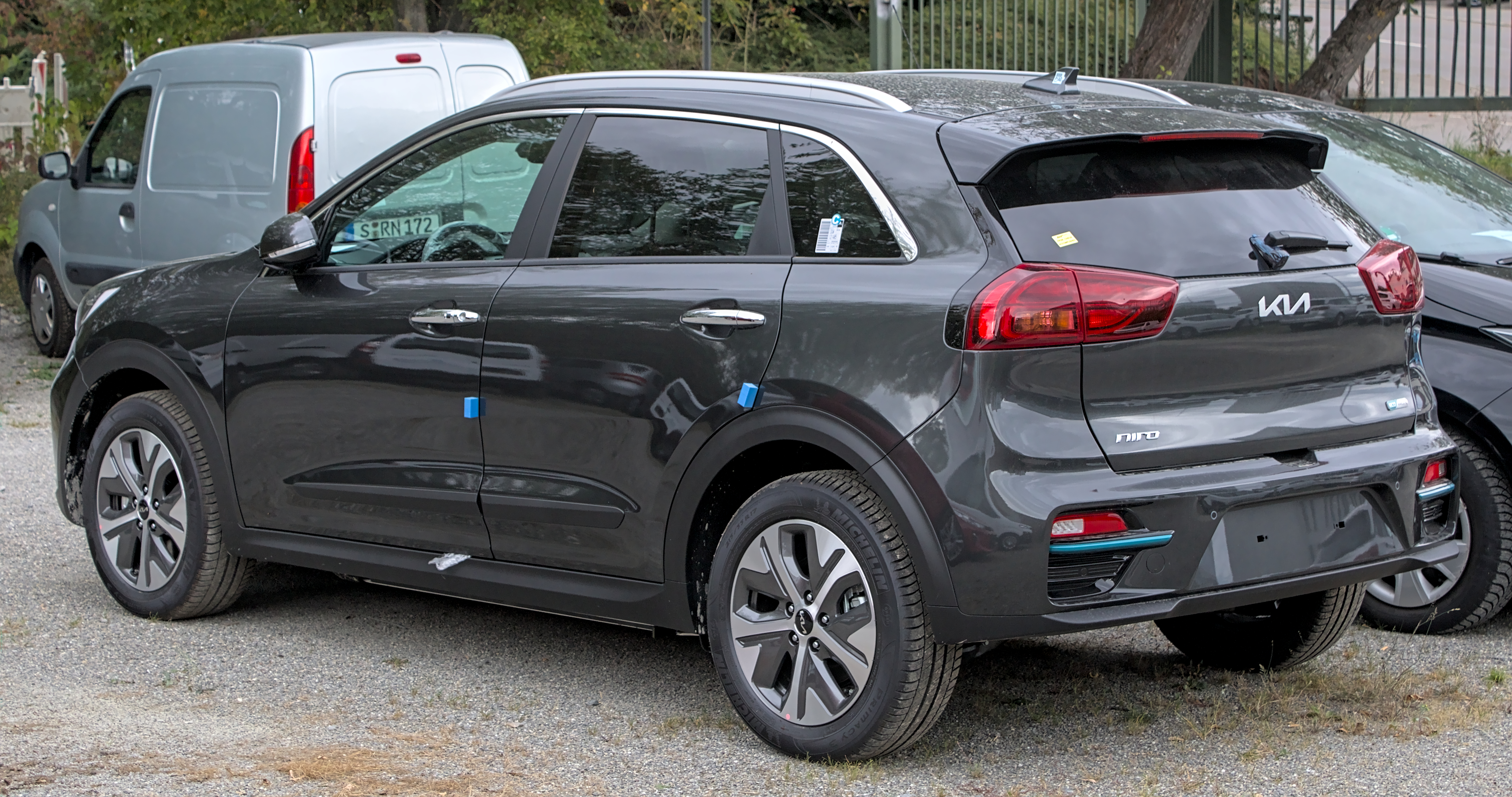
Egy 2021-es Niro EV hátulnézetből
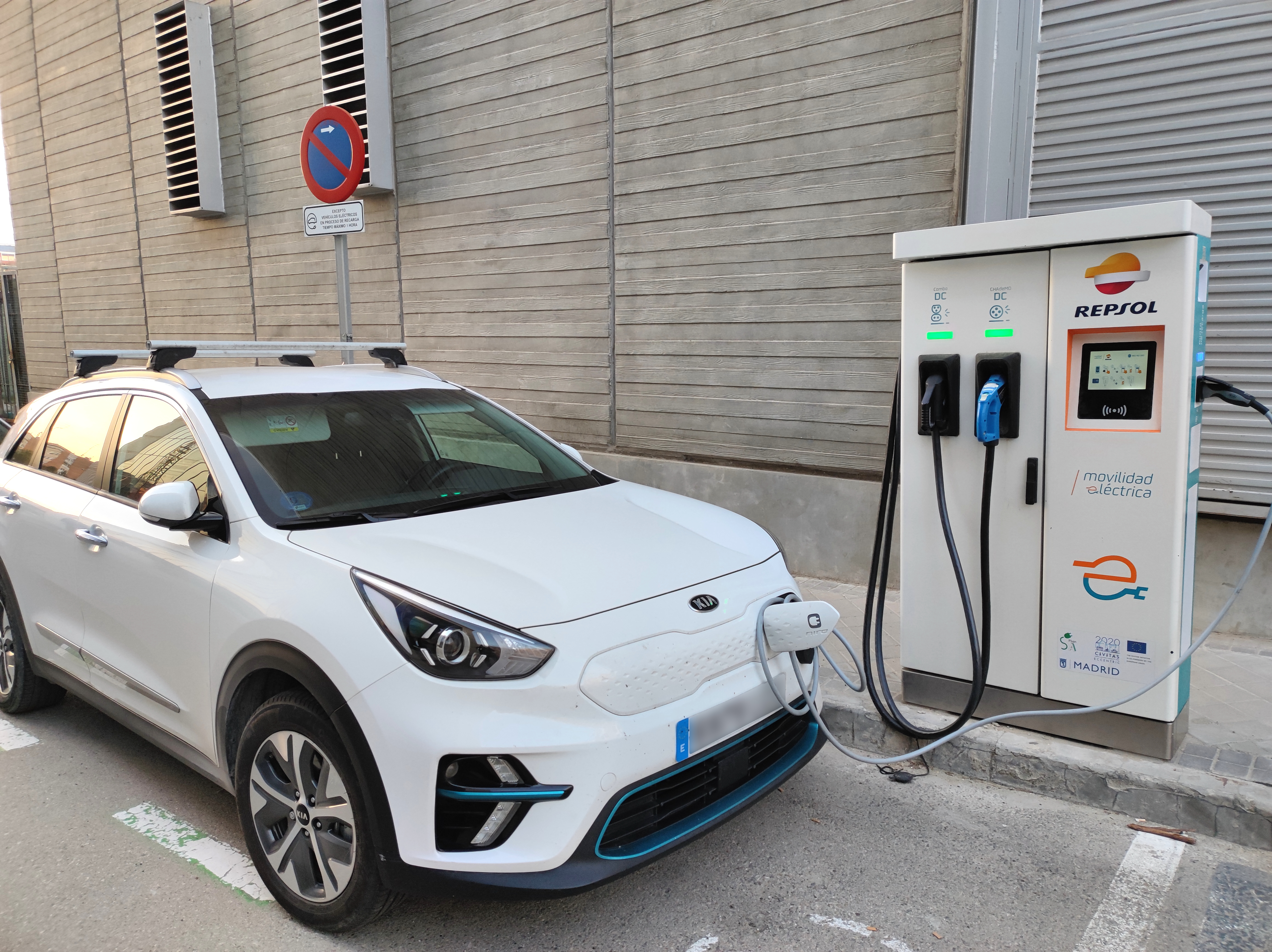
Egy Kia Niro EV töltés közben
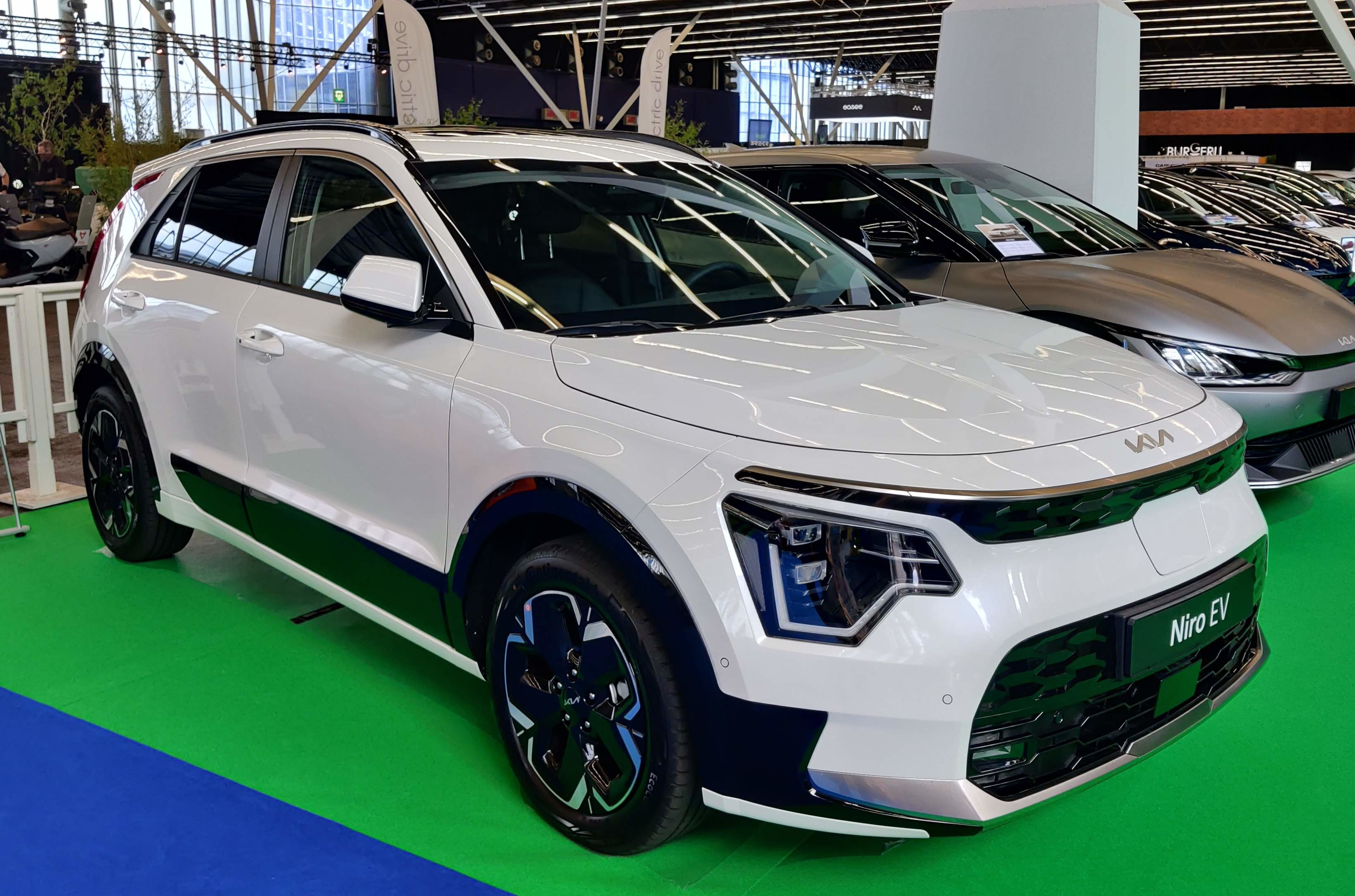
Egy 2022-es évjáratú KIA Niro EV elölnézetből
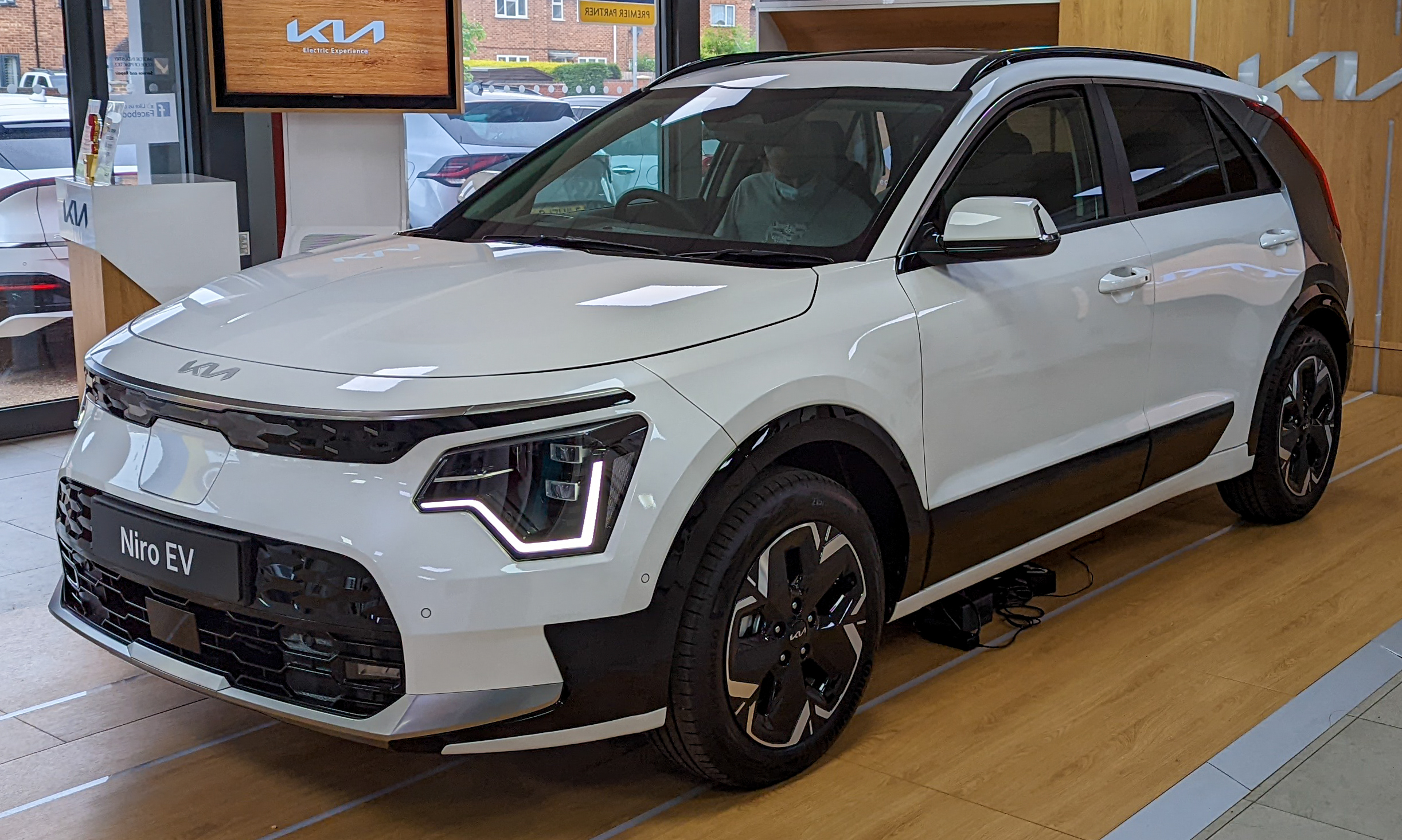
Egy 2022-es évjáratú KIA Niro EV elölnézetből
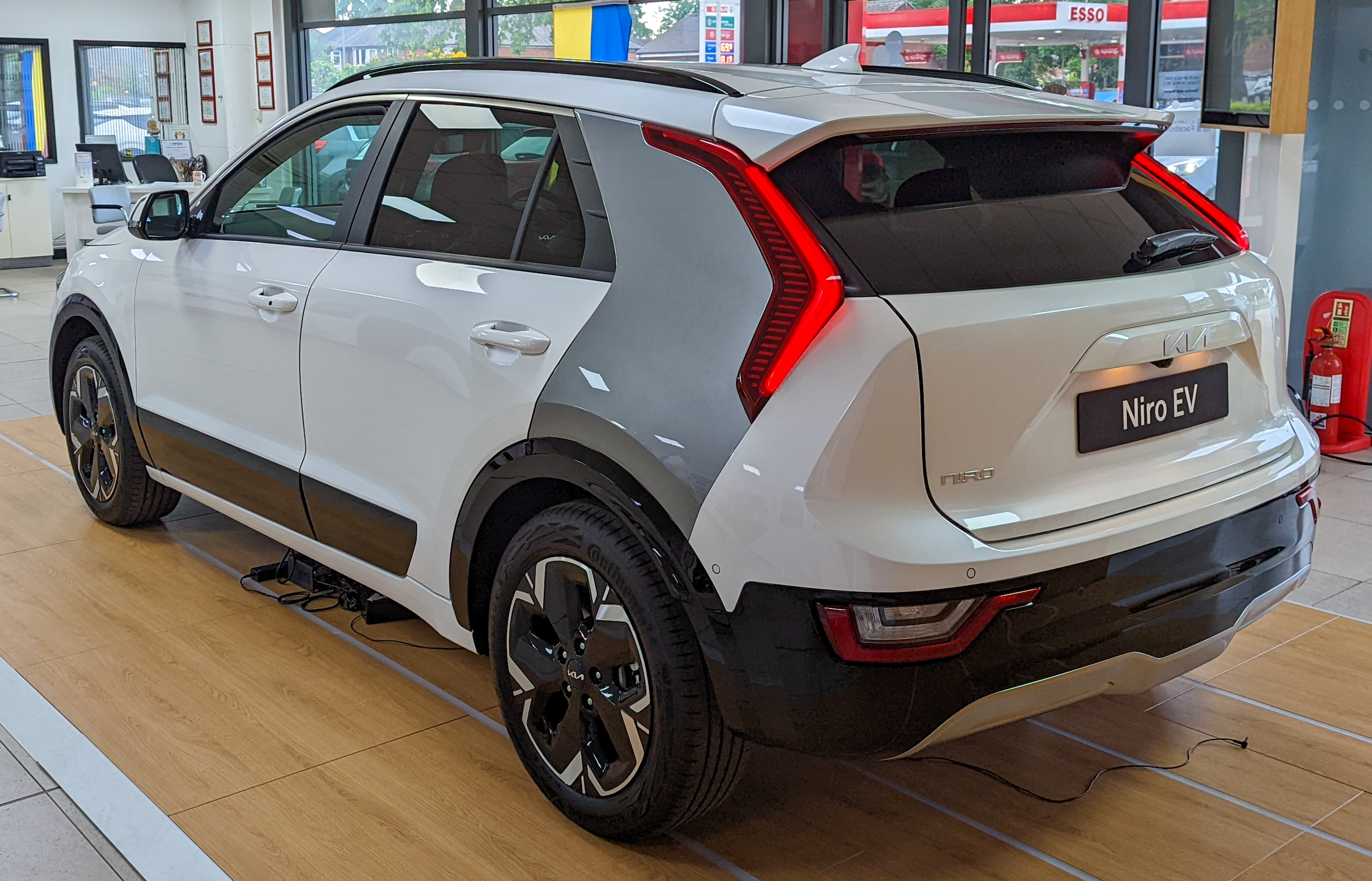
Egy 2022-es évjáratú KIA Niro EV hátulnézetből
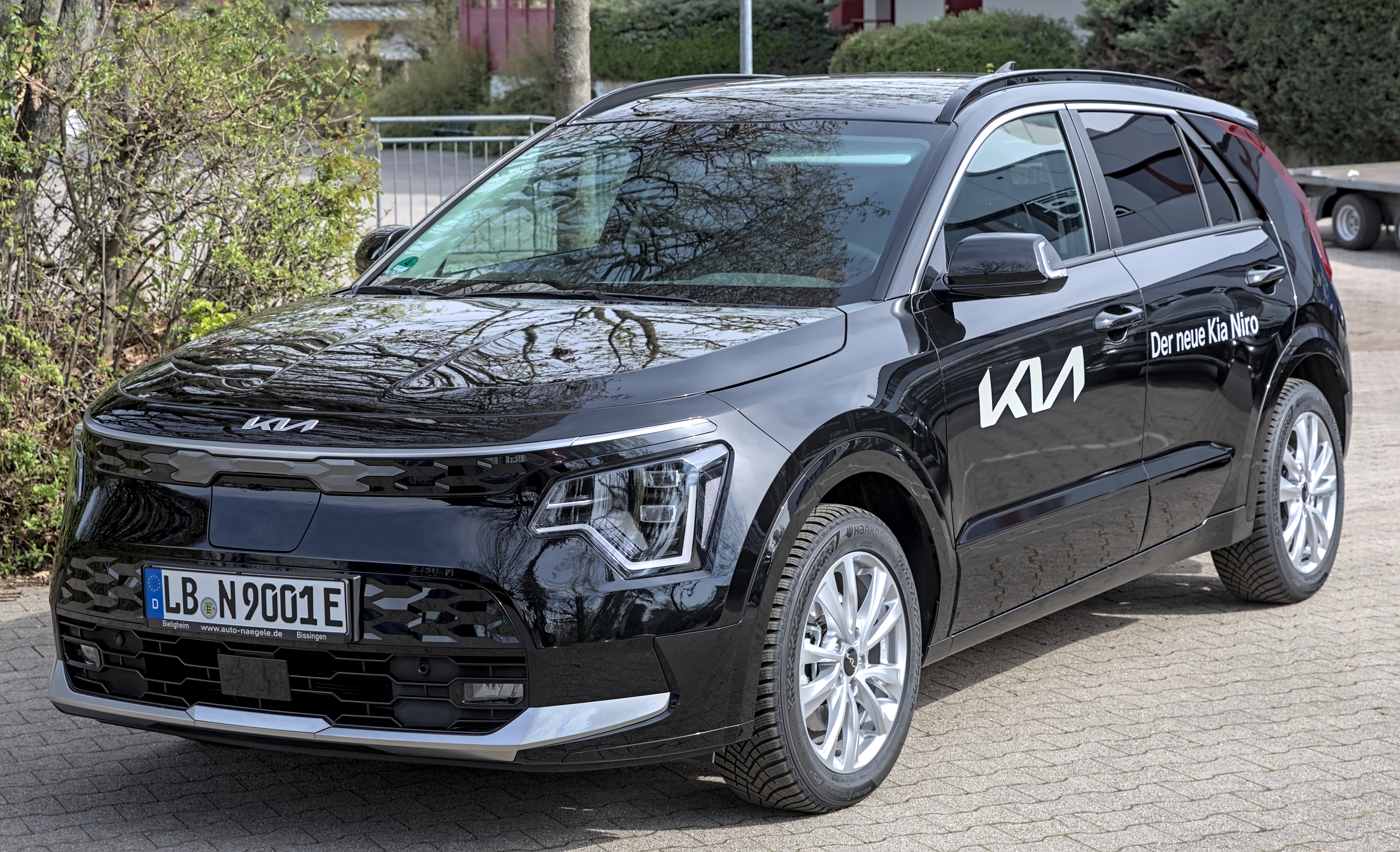
Egy 2023-as évjáratú KIA Niro EV elölnézetből
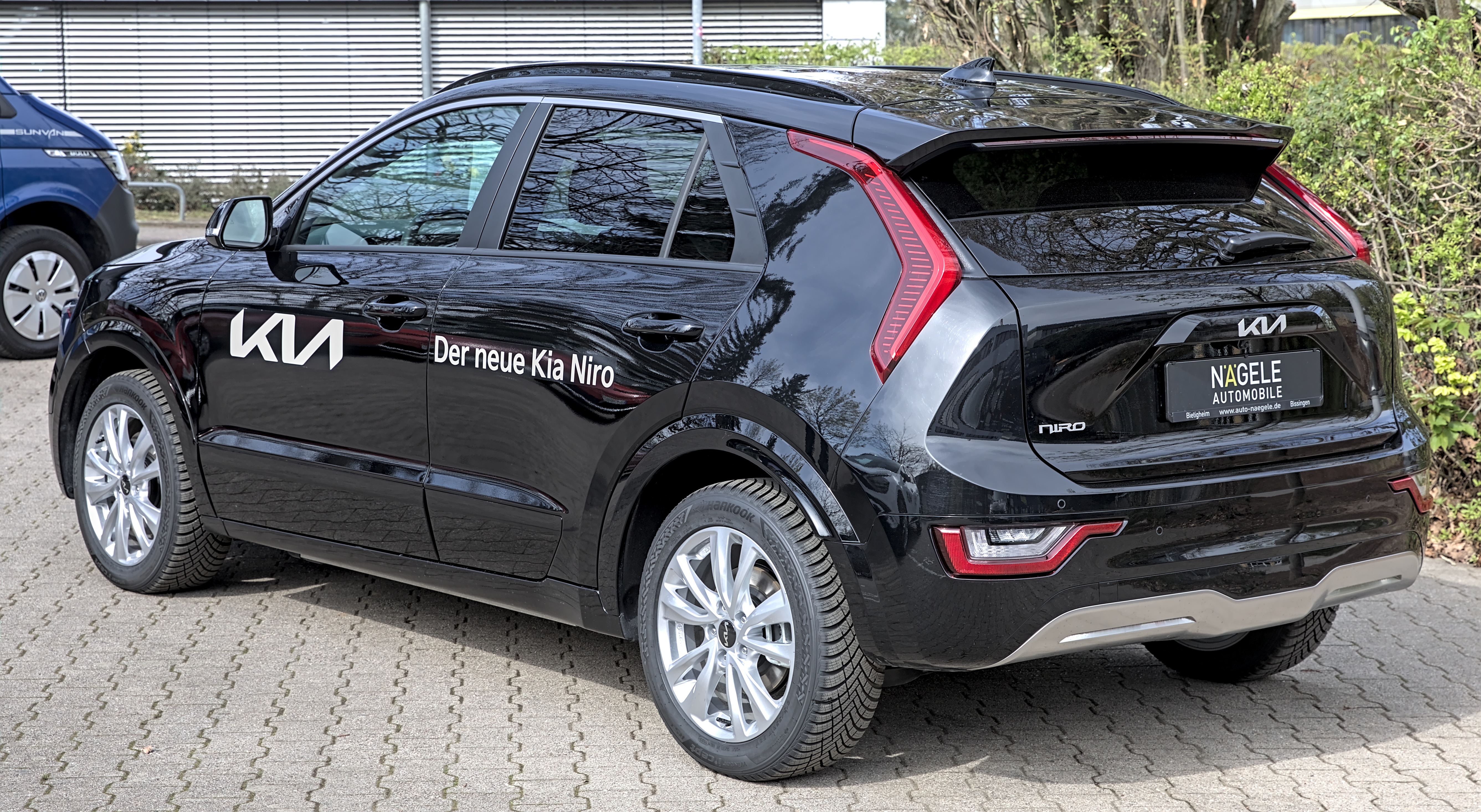
Egy 2023-as évjáratú KIA Niro EV hátulnézetből
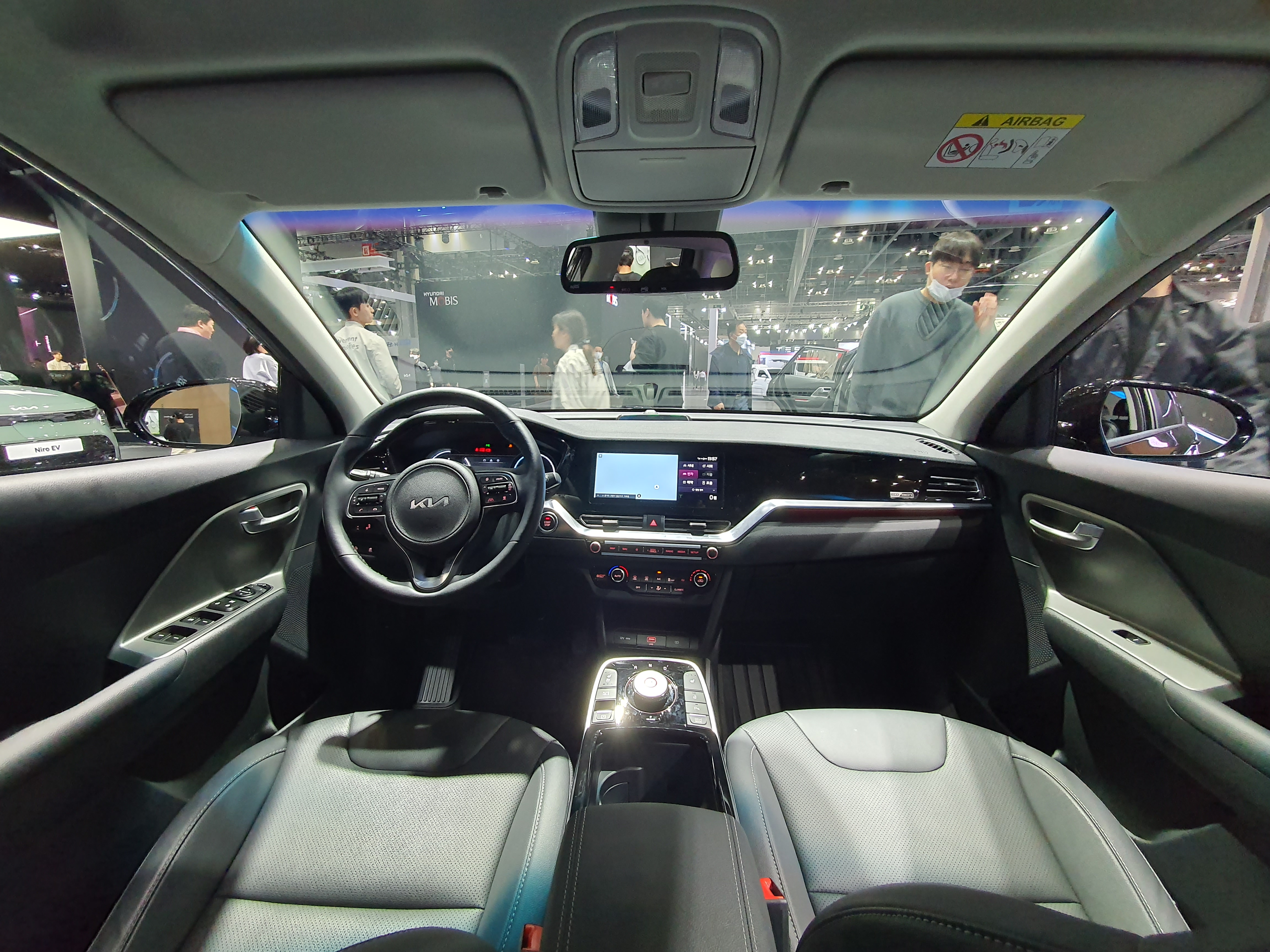
A Kia Niro EV belső tere
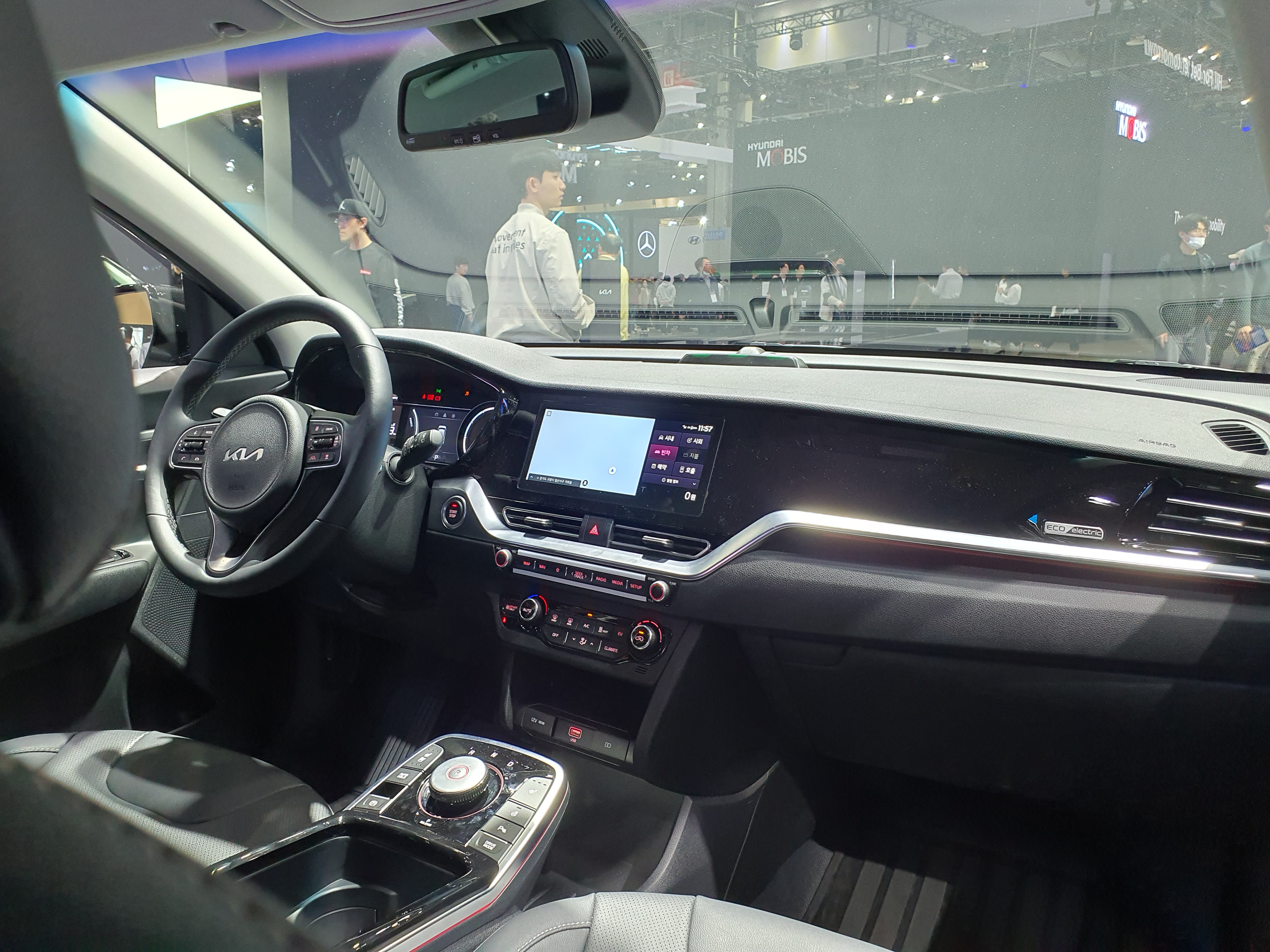
A Kia Niro EV belső tere
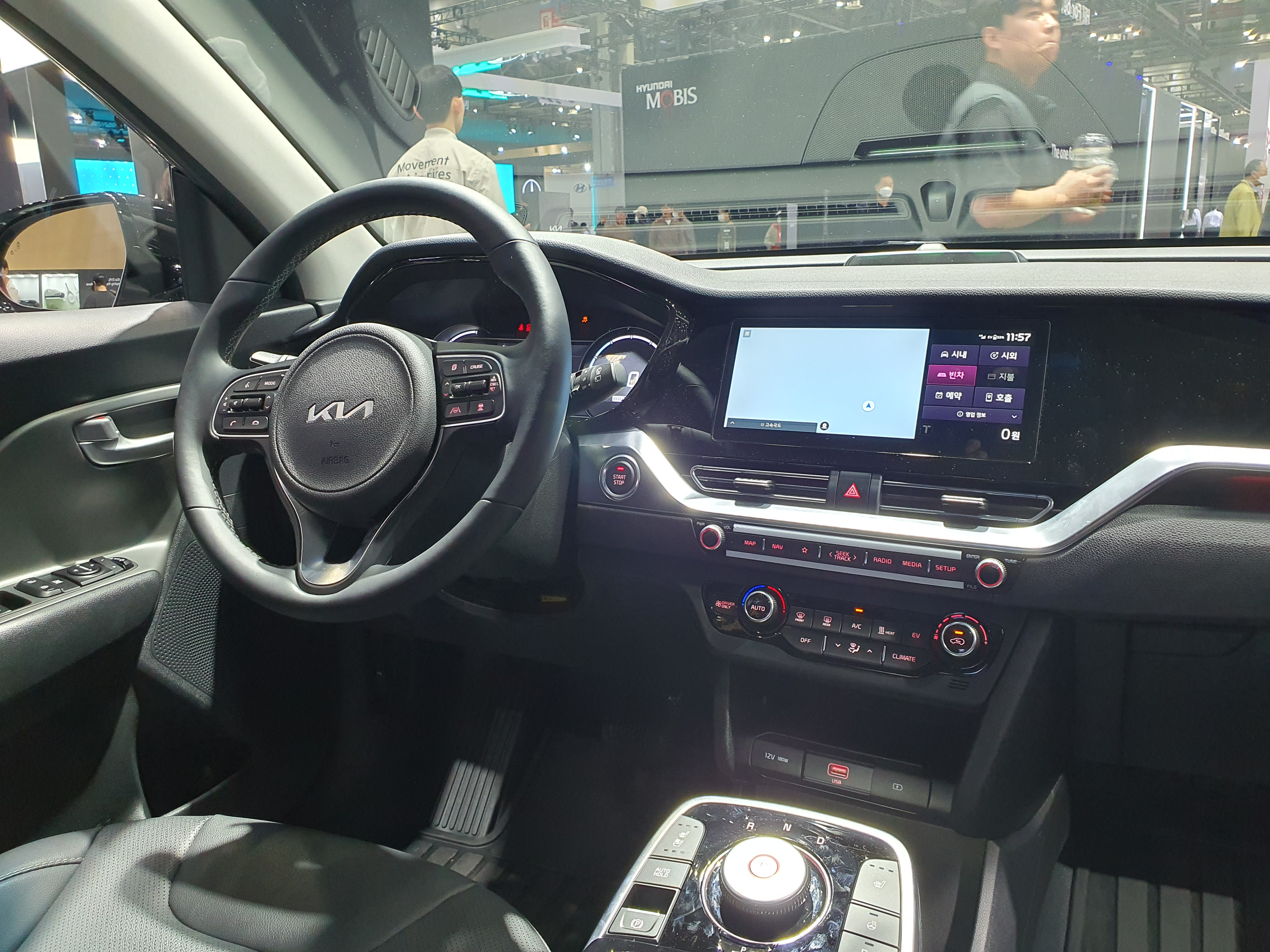
A Kia Niro EV belső tere

## Fordítás
Ez a szócikk részben vagy egészben  a   Kia Niro EV című holland Wikipédia-szócikk ezen változatának fordításán alapul.  Az eredeti cikk szerkesztőit annak laptörténete sorolja fel. Ez a jelzés csupán a megfogalmazás eredetét és a szerzői jogokat jelzi, nem szolgál a cikkben szereplő információk forrásmegjelöléseként.